# Scorbé-Clairvaux
Pour les articles homonymes, voir Clairvaux (homonymie).
Scorbé-Clairvaux est une commune française du centre-ouest de la France, située entre le bourg de Lencloître et la ville de Châtellerault, dans le département de la Vienne (région Nouvelle-Aquitaine). Elle est réputée pour son patrimoine historique, dont sa halle aux grains, ses deux châteaux du XIIe siècle et XIIIe siècle.
Scorbé-Clairvaux est une ville fleurie dotée de deux fleurs au Concours des villes et villages fleuris.
La ville héberge sur son territoire deux musées, le premier consacré au général Charles de Gaulle, le second aux jeu d'échecs.

### Localisation

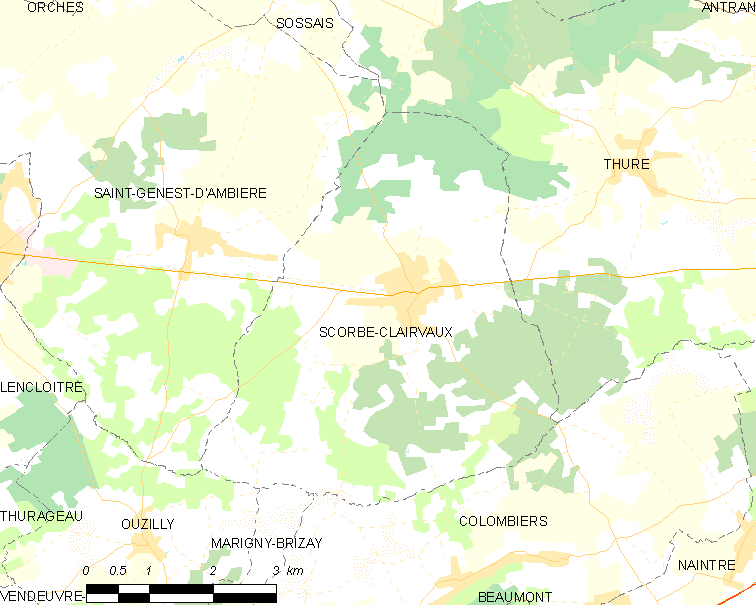
Carte de Scorbé-Clairvaux et ses communes voisines.

## Géographie

### Communes limitrophes
|                        |                  | Thuré      |
| Saint-Genest-d'Ambière | Scorbé-Clairvaux |            |
| Ouzilly                | Jaunay-Marigny   | Colombiers |

### Géologie et relief
Le terroir se compose :
- de sables verts pour 67 %, de tuffeau jaune pour 10 % et d'argilo pour 9 % sur les collines et les dépressions sableuses des bordures du Bassin parisien (Les sables verts ou « varennes » sont  constitués d’épais dépôts sableux  sur lesquels se sont formées des sols sableux à argilo-sableux intercalés de niveaux marneux, profonds, acides ou neutres selon les secteurs, et tantôt arides ou tantôt hydromorphes. Ce sont des sols caractéristiques du Loudunais),
- de champagnes ou aubues (ce sont des sols gris clair, argilo-limoneux, sur craie et donc calcaires) pour 8 % et de tuffeau blanc pour 2 % sur les collines,
- de calcaires pour 4 % dans les vallées et les terrasses alluviales.

### Hydrographie
La commune est traversée au sud  par l'Envigne sur une longueur de 8 km.

### Climat
Pour des articles plus généraux, voir Climat de la Nouvelle-Aquitaine et Climat de la Vienne.
Historiquement, la commune est exposée à un climat océanique du nord-ouest.  
En 2020, Météo-France publie une typologie des climats de la France métropolitaine dans laquelle la commune est exposée à un climat océanique altéré et est dans la région climatique Poitou-Charentes, caractérisée par un bon ensoleillement, particulièrement en été et des vents modérés.
Pour la période 1971-2000, la température annuelle moyenne est de 12,1 °C, avec une amplitude thermique annuelle de 14,4 °C. Le cumul annuel moyen de précipitations est de 679 mm, avec 10,4 jours de précipitations en janvier et 6,2 jours en juillet. Pour la période 1991-2020, la température moyenne annuelle observée sur la station météorologique la plus proche, située sur la commune de Neuville-de-Poitou à 19,1 km à vol d'oiseau, est de 12,5 °C et le cumul annuel moyen de précipitations est de 704,6 mm,. Pour l'avenir, les paramètres climatiques de la commune estimés pour 2050 selon différents scénarios d’émission de gaz à effet de serre sont consultables sur un site dédié publié par Météo-France en novembre 2022.

## Urbanisme

### Typologie
Au 1er janvier 2024, Scorbé-Clairvaux est catégorisée bourg rural, selon la nouvelle grille communale de densité à sept niveaux définie par l'Insee en 2022.
Elle est située hors unité urbaine. Par ailleurs la commune fait partie de l'aire d'attraction de Châtellerault, dont elle est une commune de la couronne,. Cette aire, qui regroupe 44 communes, est catégorisée dans les aires de 50 000 à moins de 200 000 habitants,.

### Occupation des sols
L'occupation des sols de la commune, telle qu'elle ressort de la base de données européenne d’occupation biophysique des sols Corine Land Cover (CLC), est marquée par l'importance des territoires agricoles (52,4 % en 2018), une proportion sensiblement équivalente à celle de 1990 (52,6 %). La répartition détaillée en 2018 est la suivante : 
zones agricoles hétérogènes (41,3 %), forêts (41,3 %), terres arables (10,8 %), zones urbanisées (4,2 %), milieux à végétation arbustive et/ou herbacée (1,2 %), zones industrielles ou commerciales et réseaux de communication (1 %), prairies (0,2 %). L'évolution de l’occupation des sols de la commune et de ses infrastructures peut être observée sur les différentes représentations cartographiques du territoire : la carte de Cassini (XVIIIe siècle), la carte d'état-major (1820-1866) et les cartes ou photos aériennes de l'IGN pour la période actuelle (1950 à aujourd'hui).

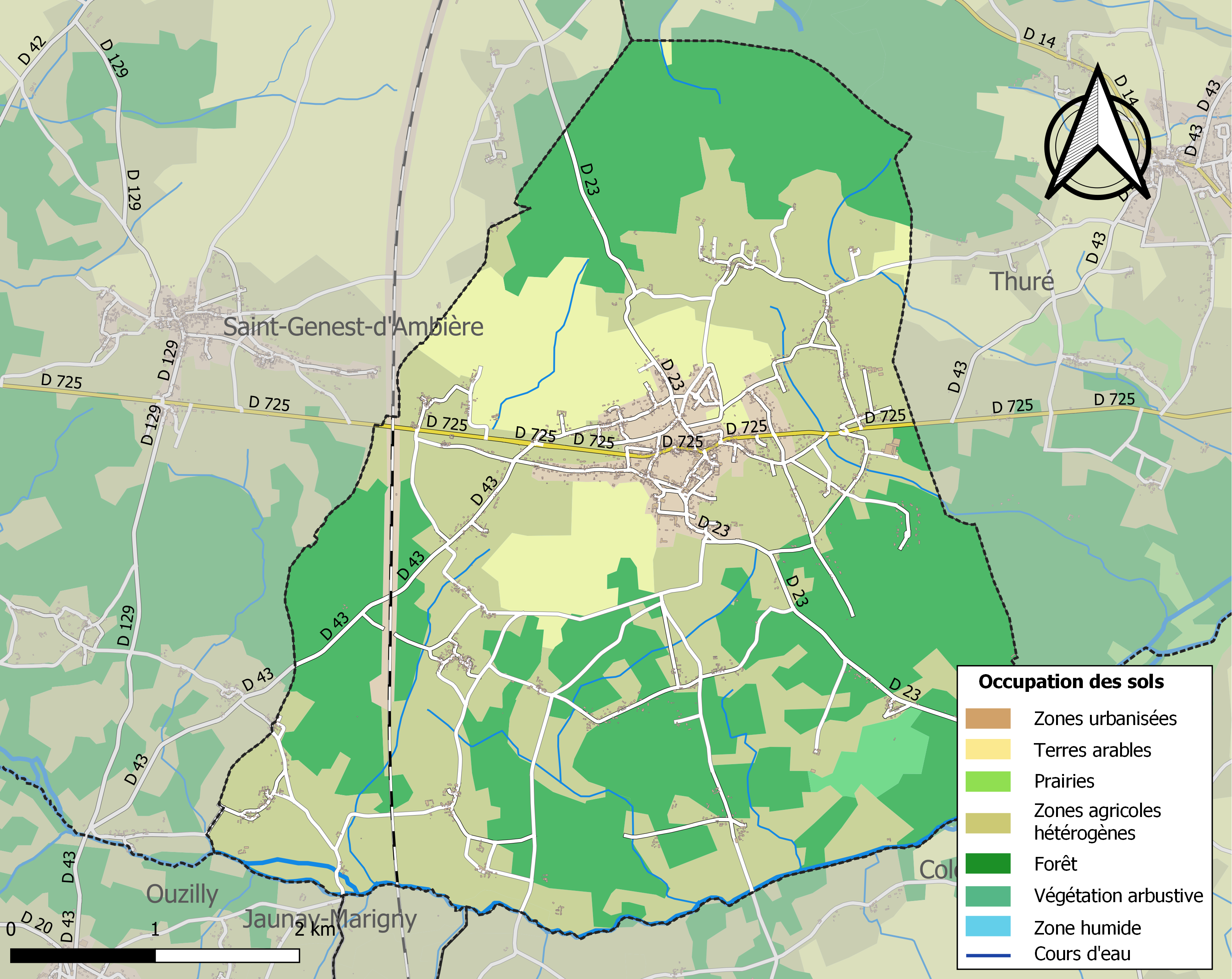
Carte des infrastructures et de l'occupation des sols de la commune en 2018 (CLC).

### Risques majeurs
Le territoire de la commune de Scorbé-Clairvaux est vulnérable à différents aléas naturels : météorologiques (tempête, orage, neige, grand froid, canicule ou sécheresse), inondations, feux de forêts, mouvements de terrains et séisme (sismicité modérée). Il est également exposé à un risque technologique, le transport de matières dangereuses. Un site publié par le BRGM permet d'évaluer simplement et rapidement les risques d'un bien localisé soit par son adresse soit par le numéro de sa parcelle.

#### Risques naturels
Certaines parties du territoire communal sont susceptibles d’être affectées par le risque d’inondation par débordement de cours d'eau, notamment l'Envigne. La commune a été reconnue en état de catastrophe naturelle au titre des dommages causés par les inondations et coulées de boue survenues en 1982, 1999 et 2010,.
Scorbé-Clairvaux est exposée au risque de feu de forêt. En 2014, le deuxième plan départemental de protection des forêts contre les incendies (PDPFCI) a été adopté pour la période 2015-2024. Les obligations légales de débroussaillement dans le département sont définies dans un arrêté préfectoral du 29 mai 2015,, celles relatives à l'emploi du feu et au brûlage des déchets verts le sont dans un arrêté permanent du 24 mai 2015,.

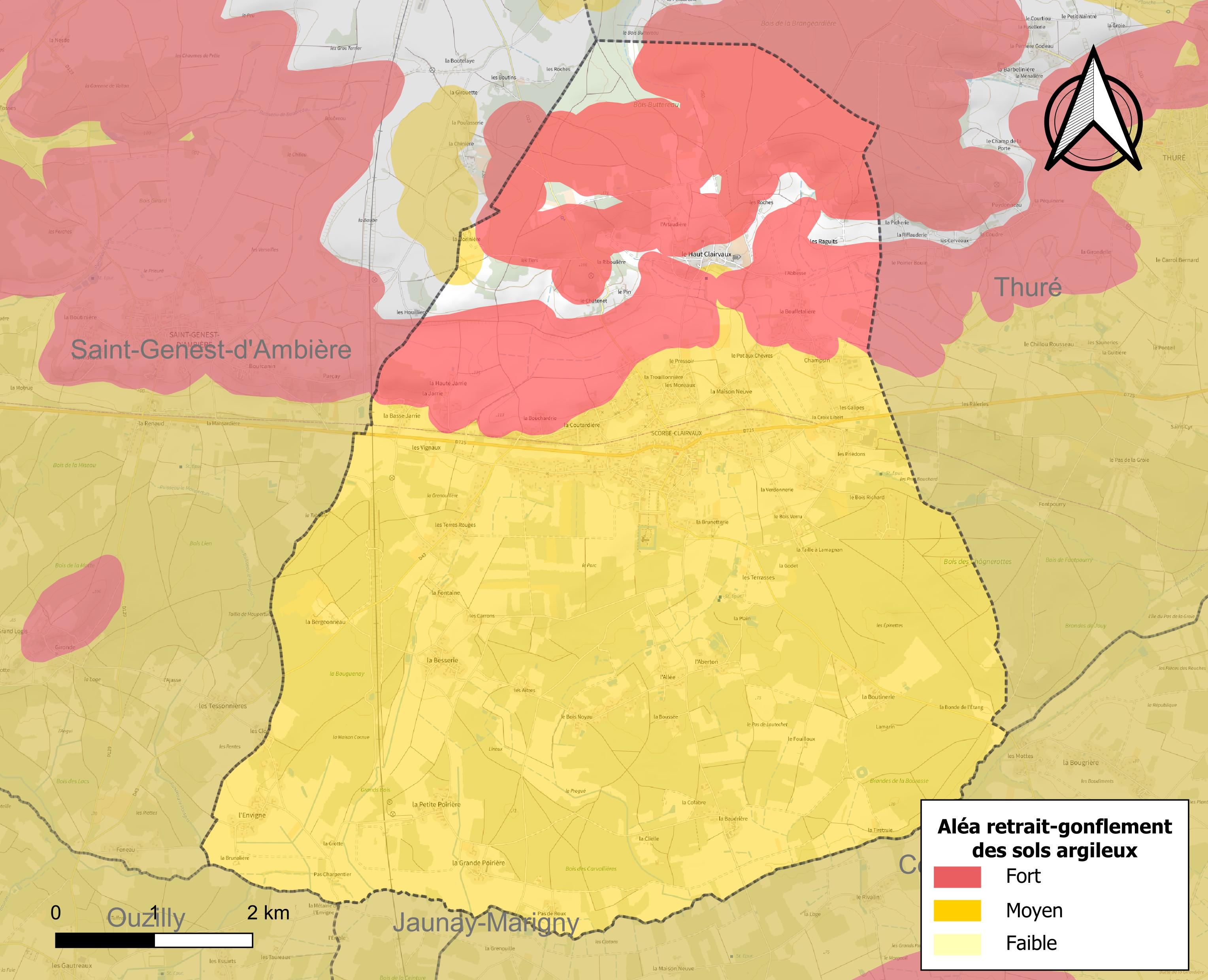
Carte des zones d'aléa retrait-gonflement des sols argileux de Scorbé-Clairvaux.

Les mouvements de terrains susceptibles de se produire sur la commune sont des affaissements et effondrements liés aux cavités souterraines (hors mines) et des tassements différentiels. Afin de mieux appréhender le risque d’affaissement de terrain, un inventaire national permet de localiser les éventuelles cavités souterraines sur la commune. Le retrait-gonflement des sols argileux est susceptible d'engendrer des dommages importants aux bâtiments en cas d’alternance de périodes de sécheresse et de pluie. 96,4 % de la superficie communale est en aléa moyen ou fort (79,5 % au niveau départemental et 48,5 % au niveau national). Depuis le 1er octobre 2020, en application de la loi ÉLAN, différentes contraintes s'imposent aux vendeurs, maîtres d'ouvrages ou constructeurs de biens situés dans une zone classée en aléa moyen ou fort,.
La commune a été reconnue en état de catastrophe naturelle au titre des dommages causés par la sécheresse en 1989, 1991, 1992, 1996, 2003 et 2005 et par des mouvements de terrain en 1999 et 2010.

## Toponymie
Le nom du village proviendrait, pour Scorbé, du patronyme du maitre des lieux : « Sene Corbiaco ». Pour Claivaux, l'origine du nom découlerait de deux mots latins : de « clarus » qui signifie « clair » et de « vallis » qui se traduit par « vallée ».

## Histoire

### Des origines au Moyen Âge
Scorbé remonte à l'époque de l'Empire romain (Ier siècle de l'ère chrétienne). Clairvaux (également écrit Clervaux dans les textes anciens) provient de l'importante seigneurie mentionnée dans les chartes dès le XIe siècle, liée au comté d'Anjou. C'est au XVIIIe siècle que les deux villages sont réunis, donnant Scorbé-Clairvaux.
L'étude toponymique de Scorbé indique une origine fort ancienne. En effet, " Scorbé " est la dernière transformation de " Sene Corbiaco ", personnage du Ve siècle. Tout semble indiquer qu'une agglomération se forma autour de la villa de cet homme, et la contrée qu'il possédait prit son nom. Dans un document de 973, on trouve la mention " Villa sub corbiacus ". L'archéologie confirme une occupation gallo-romaine de Scorbé (le bourg actuel), puisque dans les années 1970, ont été découvertes sur la place de l'église des substructions gallo-romaines pouvant provenir d'une villa (bassin thermal d'eau froide, mur, caniveau).
Au Xe siècle, terre de Poitou, Clairvaux est progressivement associé à l'Anjou à la suite des percées faites par Geoffroy Grisegonelle, comte d'Anjou.
Dès le XIe siècle, le nom de Clairvaux est lié à une importante seigneurie, dont les maîtres (Hugues de Clervaux de Mathefelon dit Mange-Breton) figurent parmi les proches du comte d'Anjou (Hugues serait le fils de Foulque Nerra d'Anjou). Hugues Mange-Breton, fut lui-même seigneur de Loudun et de Champchevrier. La terre de Clervaux relève alors pour le temporel du comté d’Anjou, et pour le spirituel, de l’évêque de Poitiers.
À la fin du XIIe siècle, cette seigneurie relève de la vicomté de Châtellerault. Situé à la limite méridionale du comté d'Anjou, et surplombant la vallée de l'Envigne, Clairvaux présente une position stratégique qui motivera la construction puis la fortification du château du Haut-Clairvaux à la demande de l'illustre Richard Cœur-de-Lion en 1182. Cette forteresse sera alors l'objet d'un casus belli important entre Richard et son frère Henri le jeune. Les vestiges de ce château se dressent aujourd'hui au sommet de la colline du Haut-Clairvaux, qui domine le bourg. Seules subsistent les ruines d'une des sept tours, ainsi que la chapelle romane du début du XIIe siècle.
Au début du XIIIe siècle, la seigneurie de Clervaux se divisa : le nom resta aux descendants de Geoffroy, fils puiné d’Hubert de Champagne et d’Agnès de Clervaux, nommé Geoffroy de Clervaux. La terre demeura le patrimoine des deux filles de Hugues IV de Beaucay, et d’Alix de Chatillon, Eustache et Jeanne. En 1285, Hardouin de Maillé, qui avait épousé cette dernière, dispose par testament d’une portion de sa terre de Clervaux (Clerevaus) en faveur l’abbaye du Louroux. De la maison de Maillé, elle passa dans celle de Rougé.
Au XIVe siècle, entre 1330 et 1334, la terre de Clervaux appartient au chevalier de Latour-Landry, auteur du livre des Enseignements, qui la tient de sa femme Jeanne de Rougé. Le 15 février 1383, elle échut à Briand de Lahaye-Jouslain, seigneur de Montcontour. Le 6 juin 1393, Jean de Lahaye, seigneur de Clervaux, écuyer, Guillaume Desprez et Jean d’Ausseure (héritiers par leurs femmes Jeanne et Marguerite de Beauçay), se partagent la succession de Jean et Eustache de Maillé, possesseurs de cette terre, tués en l’an 1390 ou 1391, en Afrique, au siège de Tunis ou de Carthage.

### De la Renaissance à nos jours
Au XVe siècle, la seigneurie est marquée par la figure de Catherine de Clervaux dans un premier temps, puis par celles de Christophe de la Tour Landry et Renaud Chabot. En 1423, Catherine de Clervaux «haute et puissante dame», prit part à l’enlèvement de Gilles de Clérambault, ravi à sa mère Jeanne Sauvage, par ses oncles Ponthus, Louis, Charles et Marguerite de Latour-Landry. Le 21 décembre 1428, elle fut poursuivie comme complice de ce rapt. En 1470, à la suite d'une rixe entre les deux seigneurs de Clairvaux, qui valut la mort d'un des écuyers de Christophe de la Tour Landry, un partage de la seigneurie a lieu. Le deuxième protagoniste, Renaud Chabot, descend dans la vallée et entreprend la construction d'un nouveau château, embelli et complété aux siècles suivants, situé aux abords du champ de foire. Sortie de la maison de Maillé en 1390 par la mort de Jean de Maillé, la baronnie de Clervaux y rentra de nouveau par le mariage d’Hardouin X le 30 juillet 1494 avec Jeanne de Latour Landry, fille de Louis de Latour Landry.
Au XVIe siècle, Scorbé-Clairvaux est touchée par les guerres de Religion. Au moment de la bataille de Moncontour, en 1569, le château du Haut-Clairvaux est occupé par le capitaine Teil, qui soutenait le parti de l'amiral de Coligny. Les deux portions de la seigneurie sont rachetées en 1580 par René de Villequier, chevalier, vicomte de la Guerche, gouverneur de Paris et de l'Île-de-France, favori d'Henri III, anciennement duc d'Anjou et vainqueur de la bataille de Moncontour. René de Villequier fait ériger la seigneurie, alors baronnie, en Comté, et elle connaît à partir de ce moment une période florissante.
Au XVIIe siècle, César d'Aumont, seigneur de Clairvaux, vicomte de la Guerche, conseiller du roi et chevalier des ordres du roi, gouverneur de la Touraine et sénéchal du Châtelleraudais, petit-fils de Jean VI d'Aumont, réunit le comté à la baronnie de Thuré et le fait ériger en Marquisat (1620). Une de ses filles, Anne d'Aumont, épouse Gilles Fouquet, frère du célèbre surintendant des finances de Louis XIV. Gilles Fouquet apporta de nombreux aménagements au château de Clairvaux.
Au XVIIIe siècle, les deux noms Scorbé et Clairvaux sont définitivement réunis, mais on peut penser que bien avant le XIe siècle les habitants s'étaient groupés, d'une part dans la vallée, autour d'un prieuré et d'une église paroissiale, consacrés à saint Hilaire et d'autre part au Haut-Clairvaux, autour du château. En 1768, le marquisat de Clairvaux fut uni à la seigneurie de Thuré avec les quatre fiefs du Grand-Pouillé, la tour de Pouillé, la Plante et la Perlotière. En 1790, Scorbé-Clairvaux fait partie du canton composé des communes de Thuré, Antran, Colombiers, Remeneuil, Scorbé-Clairvaux, Sossay et Usseau et qui a existé jusqu'au 18 novembre 1801.
Au XXe siècle, de fin octobre 1939 à août 1940, Scorbé-Clairvaux accueille des réfugiés de Volmerange-les-Mines, village lorrain situé entre la ligne Maginot et la frontière luxembourgeoise ainsi que d'Enchenberg autre village mosellan (dont la famille Meyer Émile ). Pendant la Seconde Guerre mondiale, un camp de prisonniers de l’armée d'Afrique est établi par les Allemands à Scorbé-Clairvaux : ils sont affectés aux travaux agricoles dans le canton. Progressivement, ils sont renvoyés en Afrique par l’occupant ; un certain nombre d’entre eux ont disparu.
À partir des années 1970, la commune se développe à la vitesse de l’éclair, gagnant près de 1.000 habitants en 25 ans et devient du fait sa proximité avec Châtellerault, une cité dortoir.

## Politique et administration

### Intercommunalité
Scorbé-Clairvaux était rattachée à la communauté de communes du Lencloîtrais jusqu'au 31/12/2016. Depuis 2017, elle fait désormais partie de la communauté d'agglomération de Grand Châtellerault, créée au 1er janvier 2017.

### Liste des maires
| Période                                  | Période      | Identité                   | Étiquette | Qualité                                     |
| ---------------------------------------- | ------------ | -------------------------- | --------- | ------------------------------------------- |
| mars 1965                                | mars 1977    | Huguette Civet (1920-2017) | UDR       | Infirmière Chevalier de la Légion d'honneur |
| mars 1977                                | juillet 2000 | Jean Berthelot             |           | Dessinateur industriel puis retraité        |
| juillet 2000                             | mars 2001    | Serge Touzalin (1938-2016) |           | Responsable de service                      |
| mars 2001                                | mars 2008    | Patrick Vila               | DVD       |                                             |
| mars 2008                                | En cours     | Lucien Jugé (1949- )       | LR        | Chef d'entreprise                           |
| Les données manquantes sont à compléter. |              |                            |           |                                             |

### Instances judiciaires et administratives
La commune relève du tribunal d'instance de Poitiers, du tribunal de grande instance de Poitiers, de la cour d'appel  de Poitiers, du tribunal pour enfants de Poitiers, du conseil de prud'hommes de Poitiers, du tribunal de commerce de Poitiers, du tribunal administratif de Poitiers et de la cour administrative d'appel  de  Bordeaux, du tribunal des pensions de Poitiers, du tribunal des affaires de la Sécurité sociale de la Vienne, de la cour d’assises de la Vienne.

### Services publics
Les réformes successives de La Poste ont conduit à la fermeture de nombreux bureaux de poste ou à leur transformation en simple relais. Toutefois, la commune a pu maintenir le sien.

### Politique environnementale
Dans son palmarès 2024, le Conseil national de villes et villages fleuris de France a attribué deux fleurs à la commune.

## Démographie
L'évolution du nombre d'habitants est connue à travers les recensements de la population effectués dans la commune depuis 1793. Pour les communes de moins de 10 000 habitants, une enquête de recensement portant sur toute la population est réalisée tous les cinq ans, les populations de référence des années intermédiaires étant quant à elles estimées par interpolation ou extrapolation. Pour la commune, le premier recensement exhaustif entrant dans le cadre du nouveau dispositif a été réalisé en 2006.

En 2022, la commune comptait 2 177 habitants, en évolution de −3,72 % par rapport à 2016 (Vienne : +0,6 %, France hors Mayotte : +2,11 %).
| 1793  | 1800  | 1806  | 1821  | 1831  | 1836  | 1841  | 1846  | 1851  |
| ----- | ----- | ----- | ----- | ----- | ----- | ----- | ----- | ----- |
| 1 406 | 1 248 | 1 332 | 1 472 | 1 594 | 1 551 | 1 531 | 1 547 | 1 575 |

| 1856  | 1861  | 1866  | 1872  | 1876  | 1881  | 1886  | 1891  | 1896  |
| ----- | ----- | ----- | ----- | ----- | ----- | ----- | ----- | ----- |
| 1 573 | 1 552 | 1 651 | 1 608 | 1 590 | 1 671 | 1 666 | 1 613 | 1 567 |

| 1901  | 1906  | 1911  | 1921  | 1926  | 1931  | 1936  | 1946  | 1954  |
| ----- | ----- | ----- | ----- | ----- | ----- | ----- | ----- | ----- |
| 1 572 | 1 573 | 1 451 | 1 296 | 1 362 | 1 343 | 1 332 | 1 283 | 1 375 |

| 1962  | 1968  | 1975  | 1982  | 1990  | 1999  | 2006  | 2011  | 2016  |
| ----- | ----- | ----- | ----- | ----- | ----- | ----- | ----- | ----- |
| 1 397 | 1 315 | 1 427 | 1 919 | 2 110 | 2 123 | 2 348 | 2 335 | 2 261 |

| 2021  | 2022  | - | - | - | - | - | - | - |
| ----- | ----- | - | - | - | - | - | - | - |
| 2 193 | 2 177 | - | - | - | - | - | - | - |

En 2008, selon l’Insee, la densité de population de la commune était de 104 hab./km2, contre 61 hab./km2 pour le département, 68 hab./km2 pour la région Poitou-Charentes et 115 hab./km2 pour la France.
Les dernières statistiques démographiques pour la commune ont été fixées en 2009 et publiées en 2012. Il ressort que la mairie administre une population totale de 2 399 personnes. À cela il faut soustraire les résidences secondaires (42 personnes) pour constater que la population permanente sur le territoire de la commune est de 2 357 habitants.
L'évolution des naissances et décès de 1968 à 2007 est la suivante (INSEE) :
- Entre 1999 et 2007 : 242 naissances et 124 décès.
- Entre 1990 et 1999 : 181 naissances et 144 décès.
- Entre 1982 et 1990 : 185 naissances et 125 décès.
- Entre 1975 et 1982 : 136 naissances et 123 décès.
- Entre 1968 et 1975 : 123 naissances et 113 décès.

L'évolution des naissances et décès de 1999 à 2008 est la suivante (INSEE) :
- en 2008 : 21 naissances et 20 décès.
- en 2007 : 29 naissances et 17 décès.
- en 2006 : 37 naissances et 11 décès.
- en 2005 : 30 naissances et 15 décès.
- en 2004 : 38 naissances et 17 décès.
- en 2003 : 39 naissances et 12 décès.
- en 2002 : 28 naissances et 14 décès.
- en 2001 : 23 naissances et 16 décès.
- en 2000 : 28 naissances et 20 décès.
- en 1999 : 19 naissances et 19 décès.

La répartition de la population de la commune par âge en 2007 est la suivante selon l'INSEE :
- de 0 à 14 ans : 472 habitants (412 en 1999).
- de 15 à 29 ans : 340 habitants (366 en 1999).
- de 30 à 44 ans : 514 habitants (502 en 1999).
- de 45 à 59 ans : 594 habitants (439 en 1999).
- de 60 à 74 ans : 298 habitants (270 en 1999).
- de 75 ans ou plus : 159 habitants (137 en 1999).

La répartition de la population par âge  et par sexe est la suivante (INSEE) :
- en 1999 : hommes 49,1 %  et femmes 50,9 %.
- en 2006 : hommes 50,2 %  et femmes 49,8 %.
- en 2007 : hommes 50 %  et femmes 50 %.

Selon l'Insee en 2006 :
- Le nombre de célibataires était de 28,7 % dans la population,
- Les couples mariés représentaient 59,2 % de la population,
- Les divorcés représentaient 6 % de la population,
- Le nombre de veuves et veufs était de 6,1 %

## Économie

### Secteur primaire
Selon la Direction régionale de l'Alimentation, de l'Agriculture et de la Forêt de Poitou-Charentes, il n'y a plus que 9 exploitations agricoles en 2010 contre 45 en 2000.
Les surfaces agricoles utilisées sont passées de 624 hectares en 2000 à 429 hectares en 2010. 55 % sont destinées à la culture des céréales (blé tendre essentiellement mais aussi orges et maïs) et 15 % pour le fourrage. En 2000, 9 hectares (1 en 2010) étaient consacrés à la vigne. Les élevages de bovins et de volailles ont disparu au cours de cette décennie.

### Secteur secondaire
L'entreprise Euroslot, spécialisée dans les structures en inox, est le principal acteur économique de la commune. Depuis mars 2016, l'entreprise se nomme Andritz Euroslot SAS, dirigée par David Lemaître depuis juillet 2019. ref http://entreprises.lefigaro.fr/andritz-euroslot-sas-86/entreprise-352884282

### Secteur tertiaire
L'activité des services est représentée à Scorbé-Clairvaux par de petites entreprises ou de l'auto-entrepreneuriat.

### Emplois et activité
Le taux de chômage était de :
- en 1999, de 10 % ;
- en 2006, de 10,2 % ;
- en 2009, de 11,2 % ;
- en 2013, de 10,6 %.

Nombre de demandeurs d'emploi de catégorie A (personnes sans emploi et recherchant activement un emploi), B (personnes recherchant un emploi et ayant exercé une activité de 78 h ou moins au cours du mois), C (personnes recherchant un emploi et ayant exercé une activité de plus de 78 h au cours du mois) au 31 décembre 2011 (Pôle Emploi) : 162.
Les retraités et les pré-retraités représentaient 20,1 % de la population en 2006 et 17,5 % en 1999.
Le taux d'activité était de 74,2 % en 2006 et de 72,3 % en 1999.

## Culture locale et patrimoine

### Lieux et monuments

#### Patrimoine civil
- Le Château de Clairvaux, château historique des XVe siècle, XVIe siècle  et XVIIe siècle avec grand colombier, vastes dépendances et douves d'eaux vives. Il est situé dans la partie « basse » de Scorbé-Clairvaux. Musée du jeu d'échecs avec notamment les jeux de campagne de Napoléon 1er et de l’amiral Nelson.
- Le château du Haut-Clairvaux, château historique des XIe et XIIe siècles, dont ne subsistent qu'une tour et la chapelle. Il est situé dans la partie « haute » de Scorbé-Clairvaux.
- La tour du château du Haut-Clairvaux domine le département de la Vienne. Elle est classée monument historique depuis 1926.
- Le château des Robinières. Situé à proximité du château du Haut-Clairvaux, ce fief relève de la baronnie de Clairvaux. Il a été bâti à partir du début du XVIe siècle, sur un promontoire rocheux.
- La halle aux grains située sur la place du Champ-de-foire est en bois et date du XVIIIe siècle. Elle est inscrite comme monument historique depuis 1967. Les foires auraient débuté sur le site actuel au cours du XVIe siècle, après que les terres de la seigneurie de Clairvaux aient été partagées entre les deux familles régnantes, en 1470. Renaud Chabot descend dans le bourg actuel, et entreprend la construction de son château. Toutefois, on peut affirmer que des foires avaient déjà lieu au Haut-Clairvaux, site du premier château, depuis au moins le XIe siècle. En effet, les foires au Moyen Âge étaient un droit seigneurial, faisant partie du pouvoir banal du seigneur. La Révolution abolit ces droits seigneuriaux, mais notre champ de foire, bien que gardant sa fonction, reste la propriété des maîtres du château de Clairvaux.

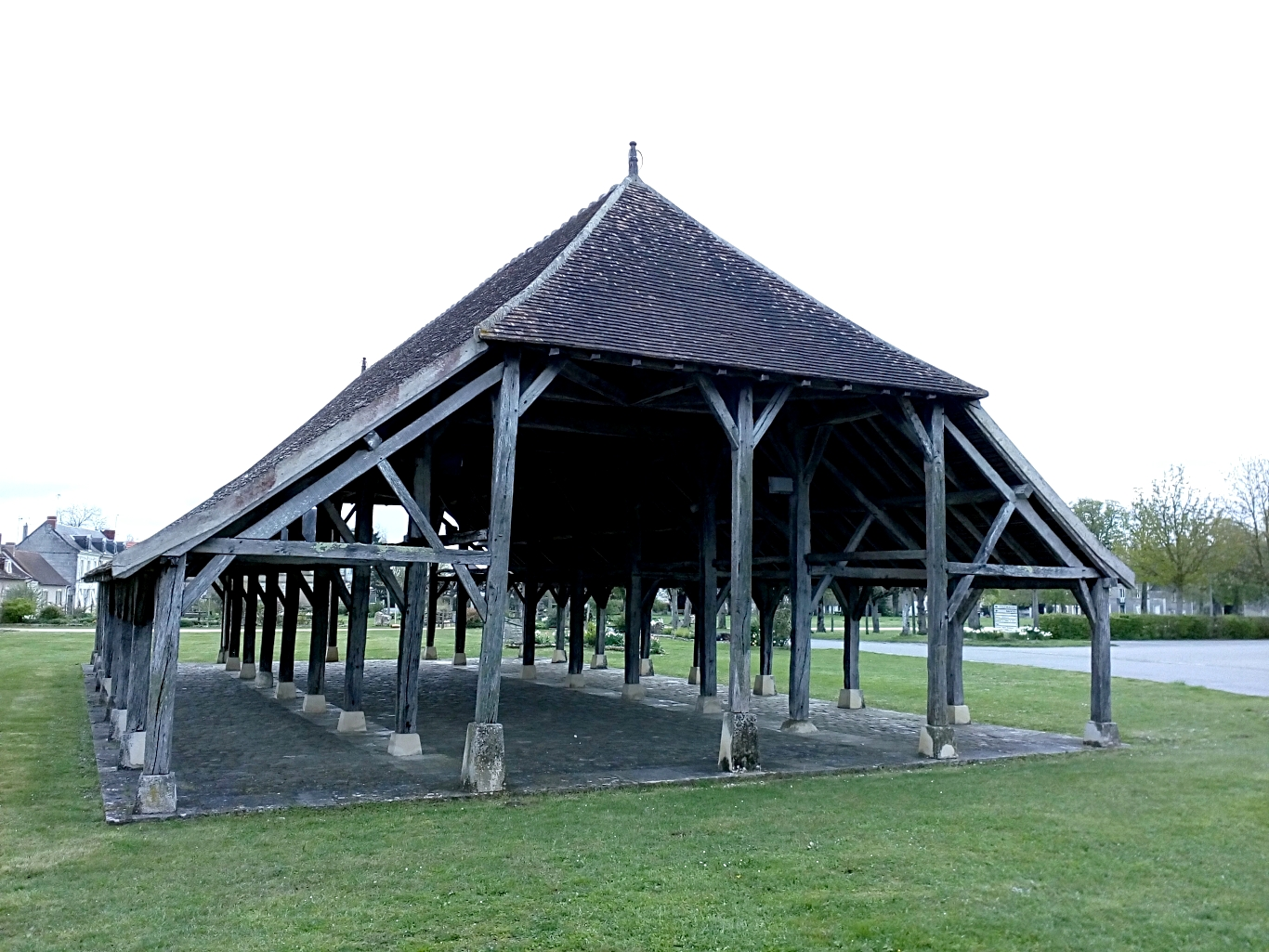
Les halles sur la place du champ de foire.

- Les deux lavoirs : un près du champ de foire, l'autre près de la source du Haut-Clairvaux.
- Un musée Charles de Gaulle situé à côté de l'église, dans l'ancien logement du directeur d'école

#### Patrimoine religieux
- La chapelle seigneuriale Notre-Dame-des-Vergers est située au pied de la tour du Château du Haut-Clairvaux. La chapelle était un lieu de pèlerinage. Sa construction aurait été souhaitée par Hersende de Champagne, première prieure de l'abbaye de Fontevrault et petite fille de Hugues Ier de Clairvaux dit Hugues Mange-Breton. Elle était ornée de peintures murales de la fin des XIVe et XVe siècles, représentant des scènes de Jésus en gloire et de Marie. La litre seigneuriale (bande noire peinte), encore visible, porte les armoiries des seigneurs propriétaires du XIVe et XVe siècles. Elle a, aussi, était classée comme monument historique  en 1926. Des travaux, rapides, de restauration ont eu lieu en 2007, sur les parties hautes de l'édifice. Toutefois, la fragilité des matériaux de construction (des pierres en tuffeau) qui ne résistent pas aux intempéries, a entrainé l'effondrement du clocher et la fragilisation de l'ensemble des parties supérieures de l'édifice. Des travaux importants ont, donc, eu lieu de septembre 2011 à juillet 2012. Ces travaux ont consisté en la mise en place de couvertures pérennes de protection des ruines sur le chœur de la chapelle, la souche du clocher et la nef. Le projet prévoyait aussi, la reprise des arases, la consolidation du clocher, la protection des baies par la pose de grillages et un traitement pour la conservation des peintures.
- L'église Saint-Hilaire, cachée dans le centre du bourg est d'époque romane. Elle est inscrite comme monument historique depuis 1994[41]. L'église paroissiale de Scorbé-Clairvaux, consacrée à saint Hilaire, est bâtie sur un sanctuaire plus ancien, déjà consacré au premier évêque de Poitiers. En effet, on a découvert, lors de travaux de voirie sur la place devant l'église, des substructions d'une probable villa gallo-romaine, mais aussi des sépultures du haut Moyen Âge, puis sur un remblai des sépultures du XIVe siècle. L'église a dépendu pendant plusieurs siècles de l'abbaye de Cormery, en Indre-et-Loire, mais bien avant 1789, elle relevait de l'archiprêtre de Dissay, et les seigneurs de Clairvaux avaient de leur côté le droit de patronage. L'édifice actuel date des XIIe et XVe siècles, et l'on peut observer tous les éléments qui caractérisent le gothique de cette époque : voûte d'ogive en pénétration, nervures prismatiques, clés de voûte pendantes. Ce qui est intéressant à noter dans cette église, c'est la proportion des chapelles par rapport aux dimensions modestes de l'édifice. Cela montre l'importance des fondations pieuses faites par la noblesse. Plusieurs clés de voûte armoriées sont d'ailleurs encore visibles. La fondation la plus importante est certainement celle de la chapelle dédiée à sainte Néomaye, où, chaque année, le 14 janvier, de nombreux pèlerins venaient pour invoquer la sainte contre les affections physiques, morales ou nerveuses. Cette sainte locale a connu une ferveur particulièrement importante dans tout le Haut Poitou. Partout elle est représentée pleine de piété et de douceur, tantôt sous les traits d'une princesse, comme ici, tantôt sous les traits d'une simple gardienne de troupeau. Toujours est-il que les gens du peuple se sentaient proches d'elle. La légende dit qu'elle est la fille unique d'un seigneur de Beauçay. Les seigneurs de Clairvaux portaient aussi le titre de seigneur de Beauçay. Peut-être sont-ils à l'origine du culte de la sainte dans cette paroisse. On peut aussi admirer dans l'église de Scorbé-Clairvaux, une vierge à l'Enfant en bois, d'époque moderne. Jouxtant l'église, un petit prieuré fut établi jusqu'à la Révolution, accueillant trois moines bénédictins. On pouvait encore y observer au début du siècle un pigeonnier du même type que celui des Robinières, qui avait dû leur être octroyé par les seigneurs de Clairvaux. L'église de Scorbé-Clairvaux a une crypte visitable depuis que les travaux de rénovation ont été terminés. Elle a été érigée au XVIIIe siècle.
- Le prieuré de Scorbé-Clairvaux est inscrit comme monument historique depuis 1929, pour son portail et sa tourelle.

#### Patrimoine naturel
- La commune abrite deux zones naturelles d'intérêt écologique, faunistique et floristique (ZNIEFF)[42]: la Boutinerie et les carrières souterraines des Roches.
- Selon l'Inventaire des arbres remarquables de Poitou-Charentes[43], il y a un arbre remarquable sur la commune qui est un tilleul argenté.

##### La carrière souterraine des Roches
La carrière souterraine des Roches est située dans cette région du Nord du département de la Vienne qui en comprend un grand nombre. Elles étaient, jadis exploité pour en extraire le tuffeau qui est une craie dure du Turonien. Par la suite, elles ont été souvent reconverties en champignonnières, puis abandonnées. La carrière souterraine des Roches est devenue un site d’hibernation essentiel pour de nombreux chiroptères. Sept espèces ont été recensées au cours de la première décennie du XXIe siècle : le Grand Rhinolophe (160 individus), le Murin à moustaches, la Barbastelle d’Europe, le Petit Rhinolophe, le Murin à moustaches, le Murin à oreilles échancrées, le Murin de Daubenton et le grand Murin.

### Personnalités liées à la commune
- Sene Corbiaco : notable romain du Ve siècle à l'origine du nom de Scorbé. Une agglomération se forma autour de la villa de cet homme, et la contrée qu'il possédait prit son nom.
- Hugues de Clairvaux : seigneur du XIe siècle. (Hugues de Clervaux de Mathefelon, dit Mange-Breton) figurent parmi les proches du comte d'Anjou. Il est à l'origine du château du Haut-Clairvaux.
- Richard Cœur de Lion : roi d'Angleterre et comte d'Anjou au XIIe siècle. Il fit fortifier le château du Haut-Clairvaux.
- Renaud Chabot : seigneur du XVe siècle, conseiller et chambellan du roi Louis XI. Il entreprend la construction du château de Clairvaux.
- René de Villequier : premier gentilhomme de la chambre du roi Henri III. Il vint résider dans la vallée et agrandit le château de Clairvaux.
- Gilles Fouquet: Premier écuyer de la Grande Écurie du roi Louis XIV, frère de Nicolas Fouquet. Il réalise de grands aménagements au château de Clairvaux.
- Étienne Chérade de Montbron : marquis de Clairvaux au XVIIIe siècle. Il acquit en 1704 le château de Clairvaux qui resta dans sa famille jusqu'en 1867.

### Héraldique
| Blason | Blasonnement : De gueules à cinq châteaux donjonnés chacun de trois tourelles d'or, ordonnés en sautoir ; à la bordure d'argent réduite en chef. |